# Tadej Valjavec

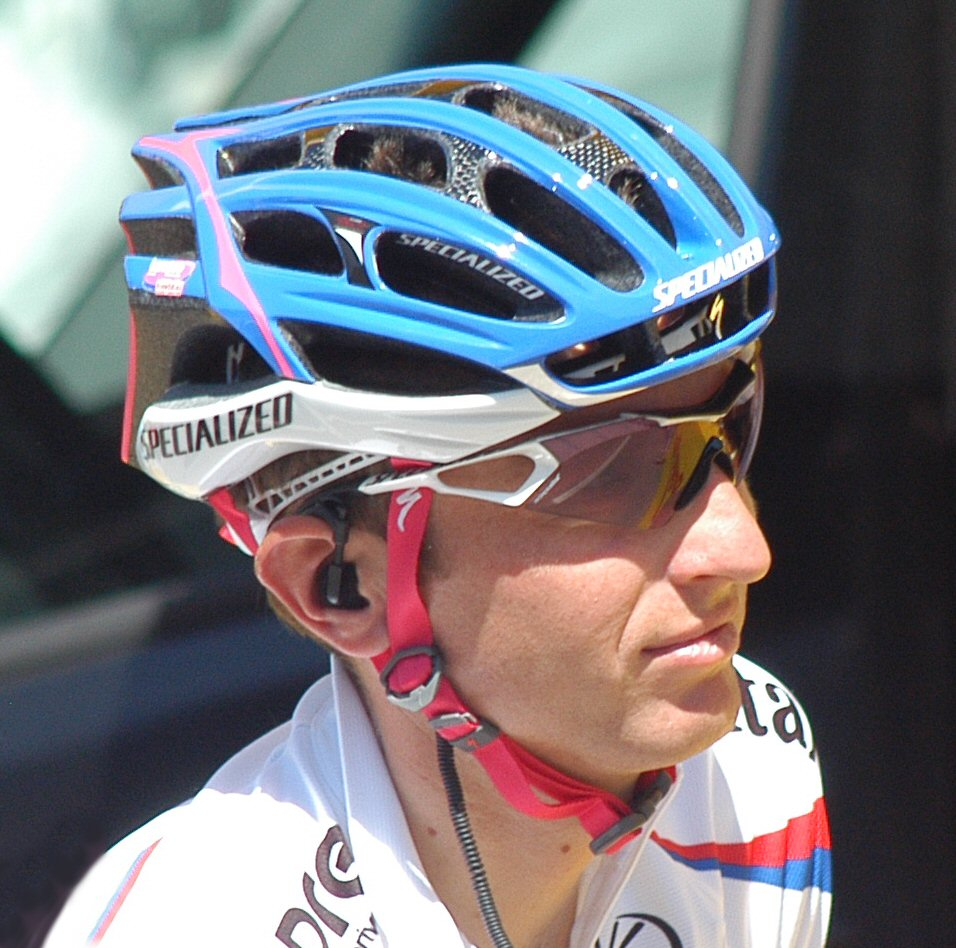
Tadej Valjavec (2007)

Tadej Valjavec (* 13. April 1977 in Kranj) ist ein ehemaliger slowenischer Radrennfahrer.

## Karriere
Valjavec gewann 1999 die Nachwuchsversiondes Giro d’Italia, den Giro Ciclistico d’Italia. Daraufhin bekam er einen Vertrag beim italienischen Radsportteam Fassa Bortolo. Gleich in seinem ersten Jahr wurde er Dritter beim Midi Libre. Drei Jahre später wurde er Slowenischer Straßenmeister, bevor er zum Schweizer Team Phonak Hearing Systems wechselte. Dort nahm er 2005 an der ProTour teil und wurde bei der Deutschland Tour Gesamtsechster.
Seit 2006 fuhr er für das italienische UCI ProTeam Lampre-Fondital. Seine beste Platzierung beim Giro d’Italia war 2004 der Neunte Platz. Außerdem wurde er auf einer Etappe 2005 Zweiter. Er nahm 2006 erstmals an der Tour de France teil und erreichte den 17. Platz. Nach einer schwachen Saison 2007 mit erfolgloser Tour de France wechselte er zu Ag2r.
Anfang Mai 2010 wurde Valjavec wegen auffälliger Blutwerte vom Weltradsportverband Union Cycliste Internationale (UCI) suspendiert und ein Disziplinarverfahren gegen ihn eingeleitet. Im Oktober 2010 wurde er wegen fehlender Indizien vom Dopingvorwurf freigesprochen.
Im April 2011 wurde er rückwirkend ab dem 20. Januar 2011 vom CAS für zwei Jahre gesperrt. Außerdem musste er eine Straße in Höhe von 52.000 Euro bezahlen und seine Resultate zwischen dem 19. April und 30. September 2009 wurden gestrichen.
Ende der Saison 2013 beendete er seine Karriere als Berufsradfahrer.

## Erfolge
1999
- Gesamtwertung Giro Ciclistico d’Italia

2002
- Gesamtwertung Settimana Ciclistica Lombarda

2003
- Slowenischer Meister – Straßenrennen

2007
- Slowenischer Meister – Straßenrennen

## Teams
- 2000–2003 Fassa Bortolo
- 2004–2005 Phonak Hearing Systems
- 2006–2007 Lampre-Fondital
- 2008–2010 AG2R La Mondiale
- 2011 Manisaspor Cycling Team (bis 22.04.)

- 2013 Sava